# 롭 제임스 콜리어
롭 제임스 콜리어(Rob James-Collier, 1976년 9월 23일 ~ )는 잉글랜드의 배우이자 모델이다.

## 출연 작품
- 다운튼 애비 (2019)
- 더 리투얼 (2017)
- 크리스마스의 기적 (2015)
- 다운튼 애비 시즌5 (2014)
- 스파이크 아일랜드 (2012)